# Middelfart Boldklub
Middelfart Boldklub is een Deense voetbalclub uit Middelfart, een plaats in het westelijke puntje van het eiland Funen. Het is een onderdeel van de omnisportvereniging Middelfart G&BK. Blauw is de traditionele kleur. 

## Geschiedenis
Middelfart Gymnastik & Idræts Klub werd in 1900 opgericht. Er worden verschillende sporten beoefend bij de club, maar gymnastiek en voetbal zijn de bekendste. 
In 2015 werd de voetbalafdeling een aparte tak in de omnisportvereniging om zo verder te professionaliseren. De voetbalafdeling kreeg daarom de naam Middelfart Boldklub. Het kwam altijd uit in de Deense amateurreeksen.
In het seizoen 2025/26 komt de club uit in de 1. division